# Raiders Tirol
De Raiders Tirol zijn een American-footballclub uit Innsbruck (Oostenrijk). Ze komen uit in de Central Division in de European League of Football (ELF) en in de Austrian Football League.

## Geschiedenis
De Raiders Tirol werden 1992 opgericht en begon 1993 met spelen in de Oostenrijkse competitie. Destijds speelden ze onder de naam Papa Joe’s Raiders West. In het seizoen 1998 werden de Raiders lid van de Austrian Football League. 2004 bereikten de Raiders hun eerste titels, de EFAF Cup en de Austrian Bowl.
Na het seizoen 2005 werd de naam van de Raiders gewijzigd in Swarco Raiders Tirol vanwege de nieuwe sponsor. Sindsdien zijn de Raiders een van de meest succesvolle teams in Oostenrijk en in Europa. Tussen 2004 en 2021 misten ze slechts twee keer de Austrian Bowl, maar vierden ze 8 overwinningen. Geen nationale ploeg was successrijker. Op Europees niveau wonnen zij seven titels: 2004 de EFAF Cup, 2008, 2009 en 2011 de Eurobowl en 2017, 2018 en 2019 de Central European Football League.
In het seizoen 2022 werden de Raiders Tirol samen met die Vienna Vikings lid van de European League of Football (ELF). In de Austrian Football League concurreren zij nog steeds onder de naam Swarco Raiders Tirol met hun tweede team, maar dus met minder succes. In de ELF haalden ze de play-offs in hun eerste seizoen, maar verloren in de halve finale van de Hamburg Sea Devils.

## Eregalerij
- Central European Football League
  - titels (3): 2017–2019
  - finalist (4): 2017–2020
- Eurobowl
  - titels (3): 2008, 2009, 2011
  - finalist (5): 2008, 2009, 2011, 2013, 2016
- Austrian Bowl
  - titels (8): 2004, 2006, 2011, 2015, 2016, 2018, 2019, 2021
  - finalist (17): 2000, 2001, 2004–2006, 2008, 2010–2019, 2021